# Aeroportul Regional Roanoke–Blacksburg
Aeroportul Regional Roanoke–Blacksburg (IATA: ROA, ICAO: KROA, FAA LID: ROA) este un aeroport din Virginia, Statele Unite ale Americii ce deservește zona Roanoke Valley⁠(d). Aeroportul a fost tranzitat în 2019 de 722.262 de pasageri.
Situat la o altitudine de 343 m, aeroportul dispune de 2 piste.

## Infrastructură

### Piste
Aeroportul dispune de 2 piste. Pista 06/24 are suprafața de asfalt și dimensiunile 6.800 picioare × 150 picioare. Pista 16/34 are suprafața de asfalt și dimensiunile 5.810 picioare × 150 picioare. 